# Eugnosta selecta
Eugnosta selecta es una especie de polilla de la tribu Cochylini, familia Tortricidae.
Fue descrita científicamente por Meyrick en 1931.

## Distribución
Se encuentra en Paraguay (Asunción).